# C/2013 A1
C/2013 A1 (Siding Spring) é um cometa da Nuvem de Oort descoberto em 3 de janeiro de 2013 por Robert H. McNaught no Observatório de Siding Spring, no Telescópio Uppsala Southern Schmidt. Na época da descoberta o cometa tinha dois jatos de poeira saindo núcleo do cometa em direções opostas e estava a 7,2 UA do Sol e estava localizado na constelação de Lepus. O C/2013 A1 provavelmente levou milhões de anos para sair da nuvem de Oort. Depois de deixar a região planetária do Sistema Solar, o período orbital de pós-periélio (época 2050) é estimado em aproximadamente 1 milhão de anos.
Após a sua descoberta, acreditou-se que ele poderia colidir com Marte, mas essa possibilidade foi excluída quando sua órbita foi determinada com maior precisão. O cometa passou próximo ao planeta Marte, em 19 de Outubro de 2014, a uma distância de praticamente 140 mil km do planeta vermelho. Esta distância é considerada pequena, em termos astronômicos – seria o equivalente a um terço do caminho entre a Terra e a Lua.
Todos os satélites da NASA — Mars Odyssey Orbiter, Mars Reconnaissance Orbiter e MAVEN — bem como o Mars Express, da Agência Espacial Europeia (ESA), e o Mars Orbiter Mission, da Organização Indiana de Pesquisa Espacial (ISRO - sigla em inglês), relataram estarem em segurança após o sobrevoo do cometa no dia 19 de outubro de 2014.